# Liste der Biografien/Krek
Liste der Biografien |
Portal Biografien |
Personensuche
# |
A |
B |
C |
D |
E |
F |
G |
H |
I |
J |
K |
L |
M |
N |
O |
P |
Q |
R |
S |
T |
U |
V |
W |
X |
Y |
Z |
?
 
Ka |
Kb |
Kc |
Kd |
Ke |
Kf |
Kg |
Kh |
Ki |
Kj |
Kl |
Km |
Kn |
Ko |
Kp |
Kr |
Ks |
Kt |
Ku |
Kv |
Kw |
Ky |
Kx |
Kz
 
Kra |
Krb |
Krc |
Kre |
Krg |
Krh |
Kri |
Krj |
Krk |
Krl |
Krm |
Krn |
Kro |
Krp |
Krs |
Krt |
Kru |
Kry |
Krz
 
Krea |
Kreb |
Krec |
Kred |
Kree |
Kref |
Kreg |
Kreh |
Krei |
Krej |
Krek |
Krel |
Krem |
Kren |
Kreo |
Krep |
Kres |
Kret |
Kreu |
Krev |
Krew |
Krex |
Krey |
Krez
Die Liste der Biografien führt alle Personen auf, die in der deutschsprachigen Wikipedia einen Artikel haben. Dieses ist eine Teilliste mit 23 Einträgen von Personen, deren Namen mit den Buchstaben „Krek“ beginnt.

## Krek
- Krek, Janez Evangelist (1865–1917), slowenischer Geistlicher, Politiker und Schriftsteller
- Krek, Uroš (1922–2008), slowenischer Komponist und Hochschullehrer
- Krek, Wilhelm (1962–2018), österreichischer Zellbiologe und Hochschullehrer

### Kreka
- Krekar, Mullah (* 1956), kurdisch-irakischer Gründer der Ansar al-Islam

### Kreke
- Kreke, Henning (* 1965), deutscher Vorstandsvorsitzender der Douglas Holding AG
- Kreke, Jörn (1940–2024), deutscher Unternehmer
- Krekel, Hildegard (1952–2013), deutsche Schauspielerin, Hörspiel- und SynchronsprecherinHildegard Krekel (1952–2013)

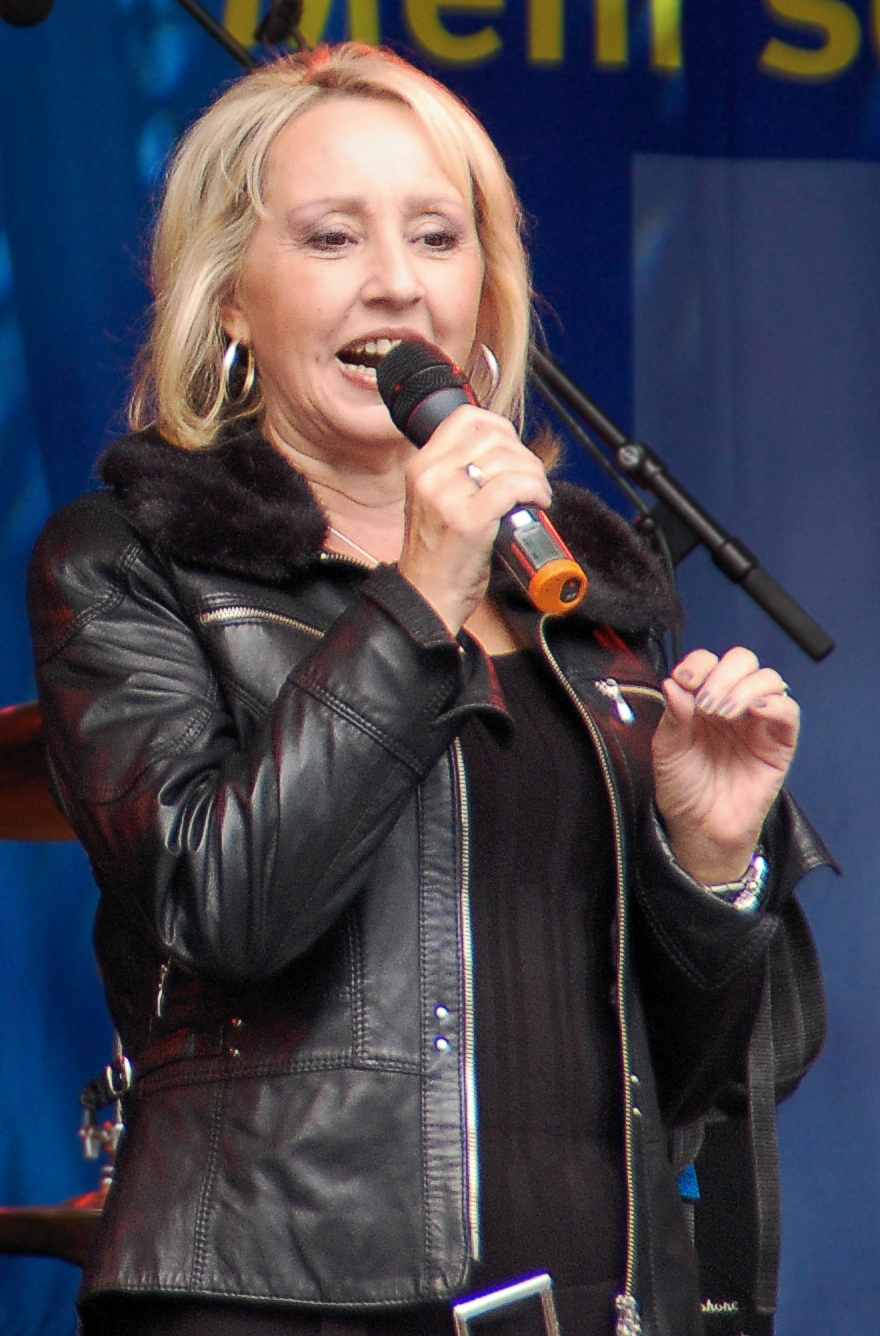
Hildegard Krekel (1952–2013)

- Krekel, Lotti (1941–2023), deutsche Schauspielerin und Sängerin
- Krekel, Miriam (* 1977), deutsche Journalistin
- Krekel, Oliver (* 1967), deutscher Regisseur
- Krekeler, Gustav (* 1852), deutscher Jurist, preußischer Verwaltungsbeamter und Landrat des Kreises Gersfeld
- Krekeler, Heinz (1906–2003), deutscher Chemiker, Politiker (FDP), MdL und Botschafter, EURATOM-Kommissar
- Krekeler, Hermann (* 1951), deutscher Sachbuchautor
- Krekeler, Joseph (1935–2007), deutscher Politiker (CDU), Oberbürgermeister von Pirmasens
- Krekeler, Karl Heinz (1951–2020), deutscher Fußballspieler
- Krekels, Jan (* 1947), niederländischer Radrennfahrer
- Kreker, Ernst (* 1875), deutscher Politiker (Zentrum), MdL
- Kreker, Erwin (1907–1966), deutscher Drehbuchautor, Filmregisseur und Produktionsleiter

### Krekl
- Kreklau, Rüdiger (1958–2006), deutscher Radiomoderator und Schauspieler
- Kreklow, Arnold (* 1879), deutscher SS-Obersturmbannführer und Oberregierungsrat
- Kreklow, Molly (* 1992), US-amerikanische Volleyballspielerin

### Kreko
- Kreković, Joško (* 1969), kroatischer Wasserballspieler
- Kreković, Kristian (1901–1985), jugoslawisch-peruanischer Maler